# Bloesempark
Het Bloesempark is een park in de Nederlandse gemeente Amstelveen. Het ligt in het zuidoostelijk deel van het Amsterdamse Bos, nabij De Poel ten zuiden van de A9. Ten oosten van het Bloesempark ligt Brug 1545.
In het park zijn 400 sierkersen van de hybride Prunis ×yedoensis te vinden. Ze zijn geënt op een rechte onderstam. Jaarlijks staan deze bomen ergens in de periode van maart tot april in bloei met roze en witte bloesems. In dit park komen Nederlanders rond de bloeitijd bij elkaar om de hanami matsuri (kersenbloesemfeest) te vieren en op kleedjes te picknicken.

## Geschiedenis
In het jaar 2000 schonk de Japan Women's Club 400 sierkersen van de hybride Prunus ×yedoensis aan Amstelveen. Ze zijn geplant in het Bloesempark in het Amsterdamse Bos als dank voor de Japans-Nederlandse betrekkingen. Deze bomen werden voorzien van naambordjes. Op 200 van de bordjes staat een Nederlandse vrouwennaam en op 200 andere een Japanse vrouwennaam.
In maart 2012 werd in het park een monument onthuld ter nagedachtenis van de slachtoffers van de tsunami die Japan op 11 maart 2011 trof na de zeebeving bij Sendai. Het monument is opgetrokken in zwart graniet met een Japanse tekst.

## Afbeeldingen

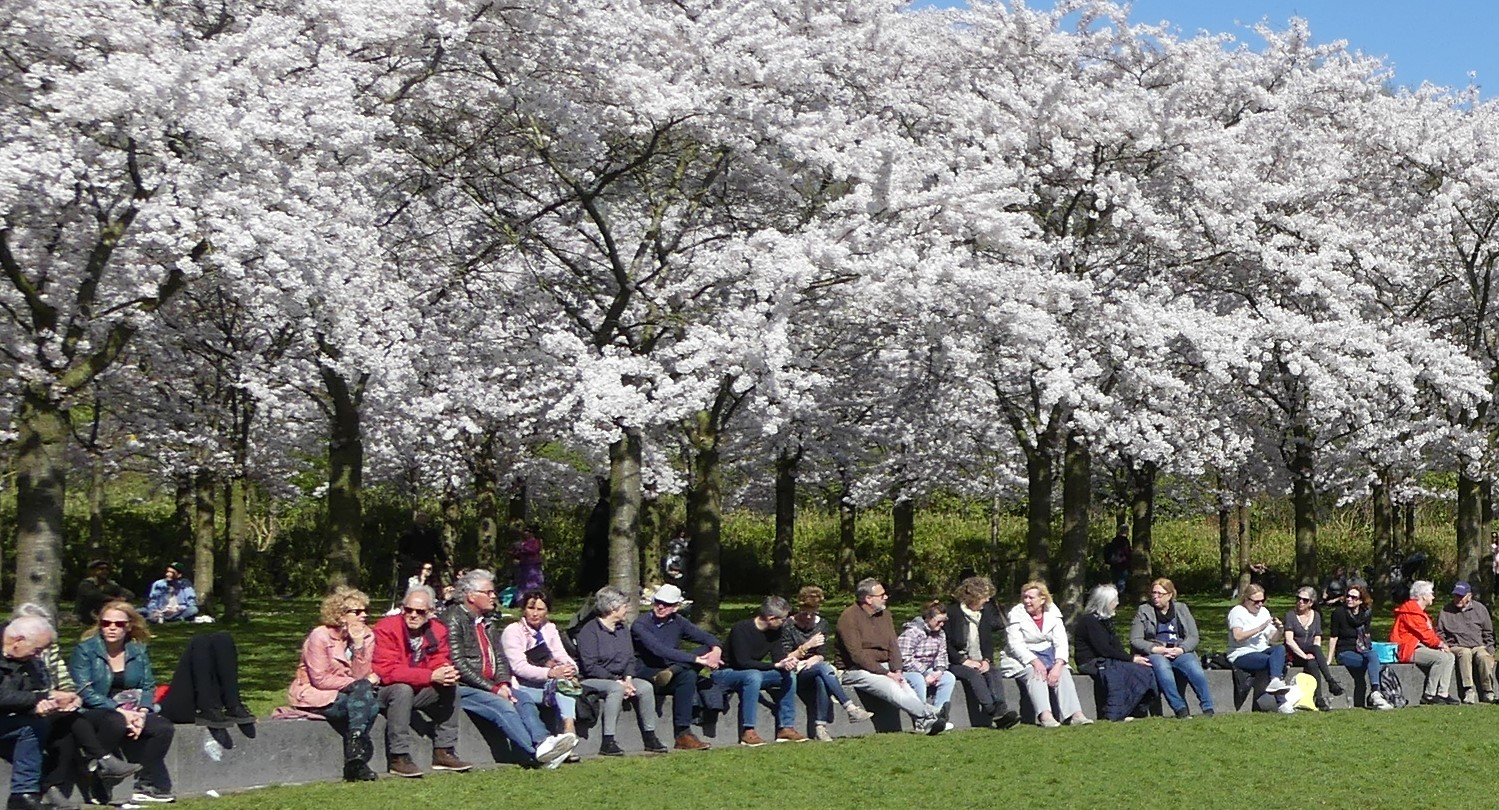
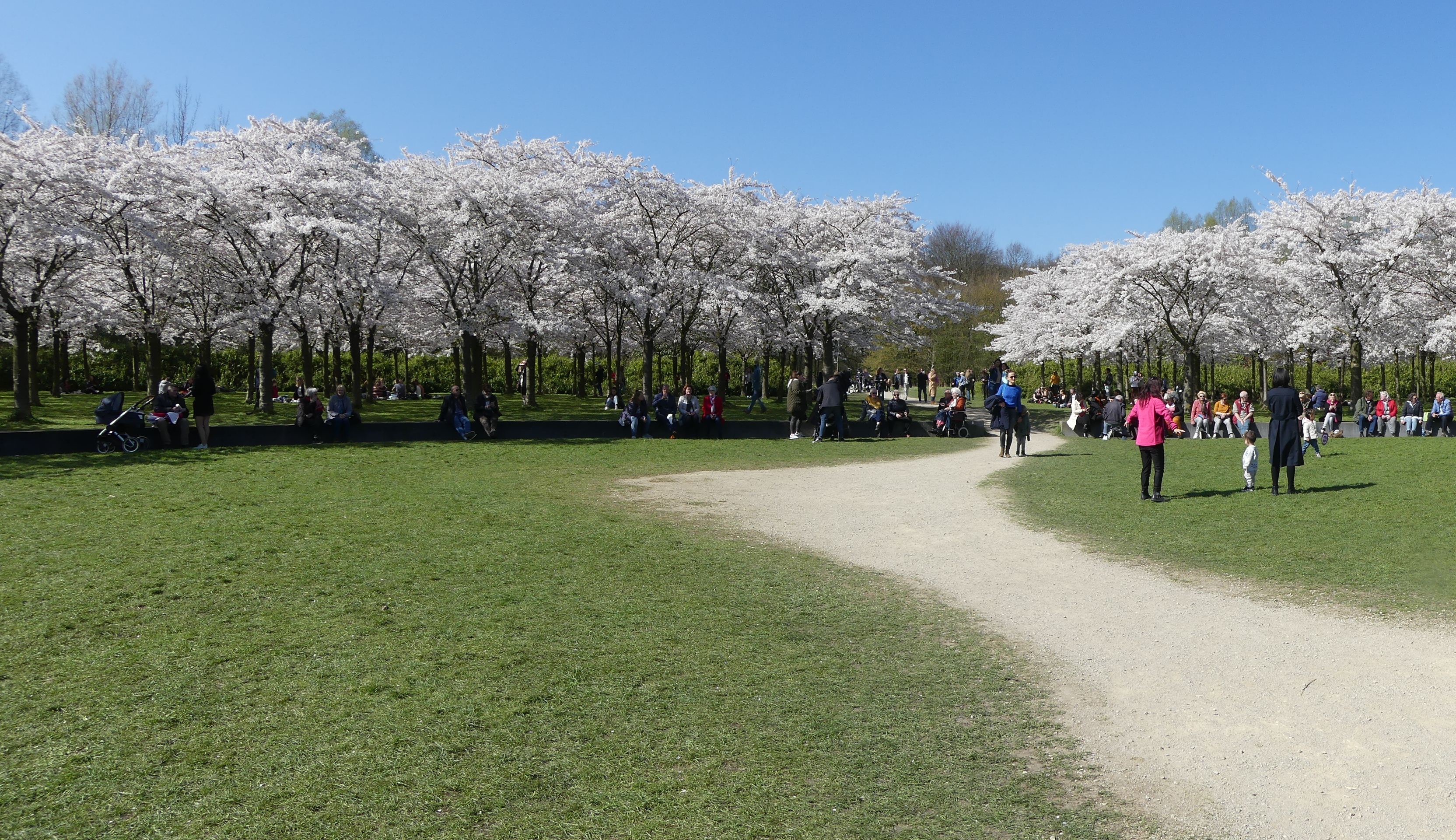
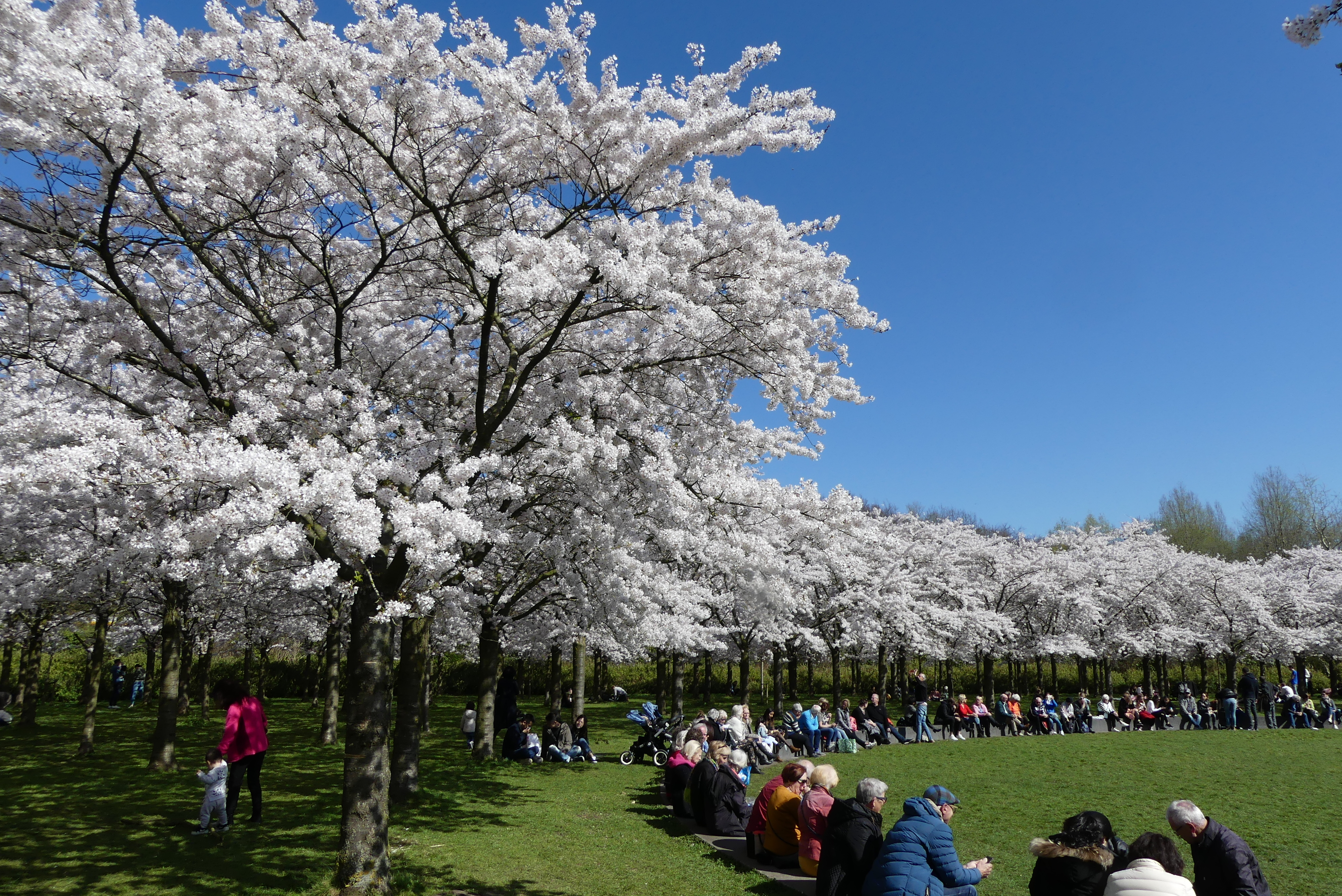
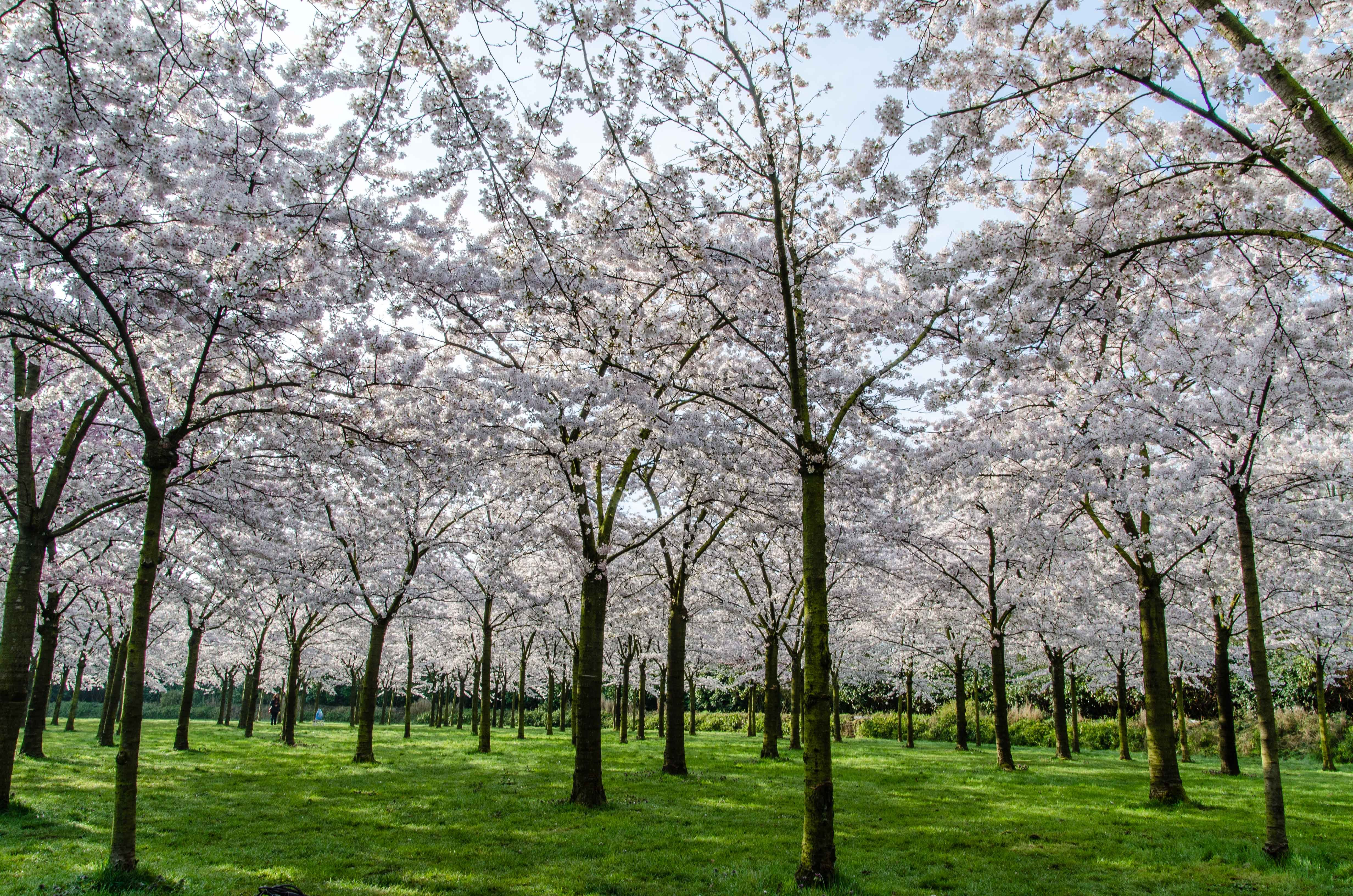
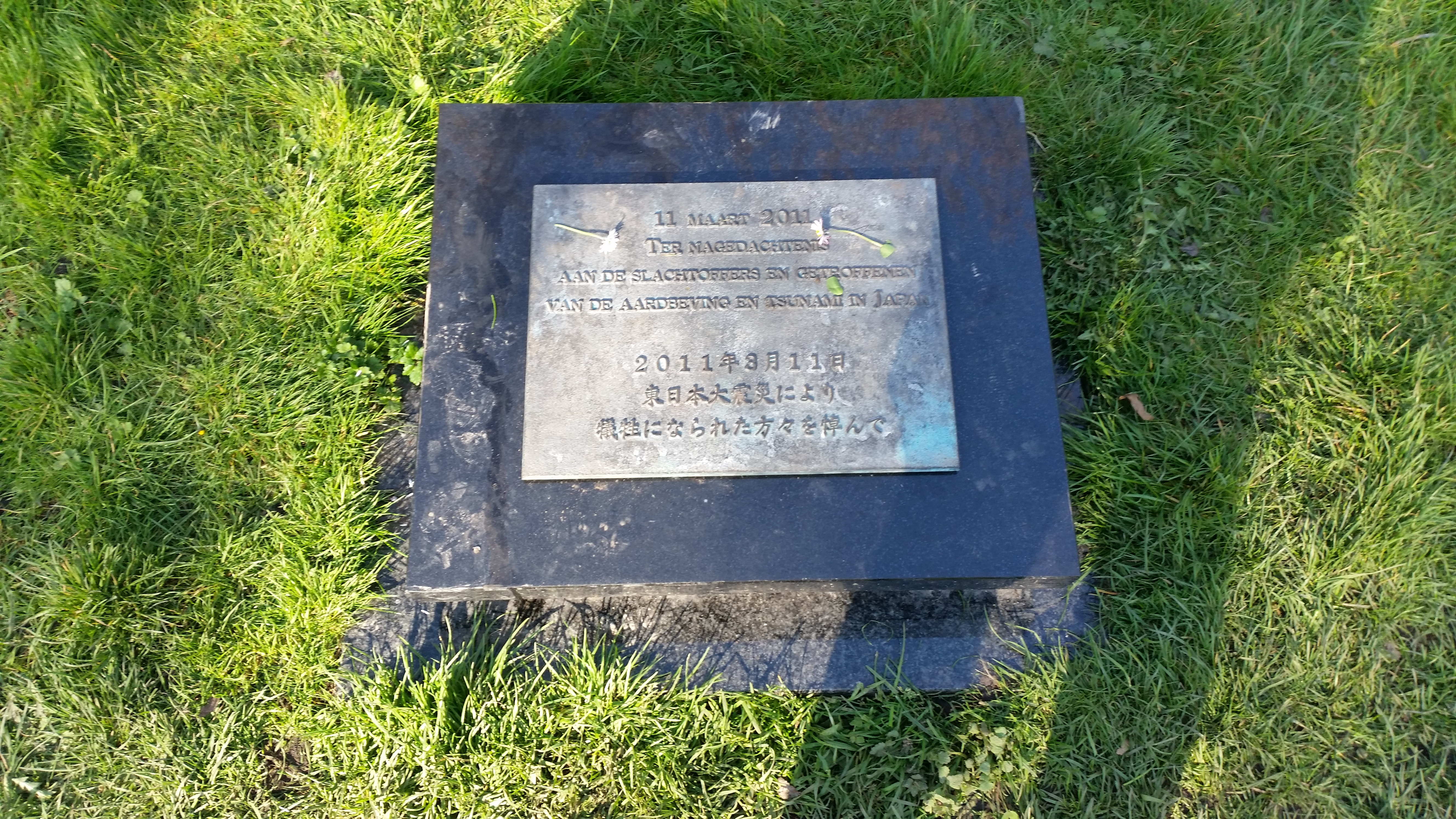
Monument ter nagedachtenis van de slachtoffers van de tsunami.